# Wacław Duplicki
Wacław Duplicki (ur. 3 listopada 1904 w Białej Górze, zm. 26 października 1986) – polski lekkoatleta, specjalizujący się w biegach długodystansowych.

## Osiągnięcia
- Mistrzostwa Polski seniorów w lekkoatletyce (5 medali)[1]
  - Bydgoszcz 1933 – brązowy medal w biegu na 10 000 m
  - Poznań 1934 – srebrny medal w biegu na 5000 m
  - Białystok 1935 – srebrny medal w biegu na 5000 m
  - Wilno 1936 – brązowy medal w biegu na 5000 m
  - Chorzów 1937 – srebrny medal w biegu na 5000 m

- Reprezentant Polski w 3 meczach międzynarodowym[2]
  - Belgia – Polska, Bruksela 1935 (bieg na 5000 m, 2. miejsce)
  - Polska – Wegry – Belgia, Warszawa 1936 (bieg na 5000 m, 6. miejsce)
  - Polska – Niemcy, Warszawa 1937 (bieg na 5000 m, 3. miejsce)

W 2014 w Sochaczewie został odnowiony pasaż noszący imię Wacława Duplickiego.

## Rekordy życiowe
- bieg na 1500 metrów – 4:07,8 (20 czerwca 1936, Warszawa)
- bieg na 3000 metrów – 9:11,2 (22 sierpnia 1936, Warszawa)
- bieg na 5000 metrów – 15:27,0 (4 lipca 1937, Chorzów)
- bieg na 10 000 metrów – 34:15,0 (27 maja 1933, Warszawa)[4]